# Oquem
Oquem är en ort i Mexiko.   Den ligger i kommunen Huixtán och delstaten Chiapas, i den sydöstra delen av landet, 800 km öster om huvudstaden Mexico City. Oquem ligger 2 230 meter över havet och antalet invånare är 793.
Terrängen runt Oquem är kuperad, och sluttar österut. Runt Oquem är det ganska tätbefolkat, med 90 invånare per kvadratkilometer. Närmaste större samhälle är San Cristóbal de las Casas, 17,3 km väster om Oquem. I omgivningarna runt Oquem växer huvudsakligen savannskog.